# 貝爾格萊德 (緬因州)
貝爾格萊德（英語：Belgrade）是一個位於美國緬因州肯納貝克縣的市鎮。

## 人口
根據2020年美國人口普查的數據，貝爾格萊德的面積為150.04平方千米，當中陸地面積為111.99平方千米，而水域面積為38.05平方千米。當地共有人口3250人，而人口密度為每平方千米22人。